# 宮古警察署
宮古警察署（みやこけいさつしょ）は、岩手県宮古市にある、岩手県警察管轄の警察署。識別章所属表示はSN.

## 管轄区域
- 宮古市
- 下閉伊郡山田町

## 所在地
岩手県宮古市松山第6地割4番地2

## 沿革

### 明治から戦前期
- 1876年1月：宮古警察出張所が設置される。
- 1877年10月：出張所が宮古警察署となる。
- 1887年3月：鍬ケ崎派出所が設置される。
- 1922年10月：警察署より出火（90戸焼失）
- 1935年3月：宮古駅前巡査派出所が設置される。

### 戦後から平成期
- 1948年3月：自治体警察の宮古市警察が発足する。
- 1954年7月：自治体警察が廃止、岩手県宮古警察署となる。
- 1966年11月：庁舎新築
- 1998年？月：築地地区より神林地区に庁舎が新築移転する。
- 2011年3月11日：この日発生した東日本大震災による津波で被災。宮古市神林にあった本庁舎の1階部分が浸水する。
  - 震災の津波により、住民の避難誘導中であった港町交番の署員2名が殉職。
- 2017年12月18日：宮古市松山地区の三陸沿岸道路宮古中央インターチェンジ近くに新築移転[1]。

## 組織
- 署長
- 副署長
- 警務課
  - 警務係
  - 警察安全相談係
  - 被害者支援係
  - 留置管理係
- 会計課
  - 会計係
- 生活安全課
  - 生活安全係
- 地域課
  - 地域企画指導係
  - 自動車警ら班
  - 警備船係
- 刑事課
  - 刑事第一係
  - 刑事第二係
  - 鑑識係
- 交通課
  - 交通企画係
  - 交通捜査係
- 警備課
  - 警備係

## 交番・駐在所
括弧内は読み方及び所在地を表す。

### 宮古市
- 宮古駅前（みやこえきまえ）交番（宮古市栄町1-15）
- 川井（かわい）駐在所（宮古市川井第2地割185－15）
- 川内（かわうち）駐在所（宮古市川内第6地割72－2）
- 新里（にいさと）駐在所（宮古市茂市第5地割130-4）
- 千徳（せんとく）駐在所（宮古市板屋4-3-17）
- 田老（たろう）駐在所（宮古市田老三王1-1-5-1）
- 津軽石（つがるいし）駐在所（宮古市大字津軽石第6地割8-5）
- 日の出町（ひのでちょう）駐在所（宮古市日の出町4-22）
  - 港町（みなとまち）交番が東日本大震災による津波で流出し、高台に日の出町駐在所として新築移転
- 実田（みた）駐在所（宮古市実田2-2-5）
  - 磯鶏（そけい）駐在所が東日本大震災による津波で流出し、実田駐在所として新築移転

### 山田町
- 山田（やまだ）交番（下閉伊郡山田町飯岡第1地割21-3）
- 豊間根（とよまね）駐在所（下閉伊郡山田町豊間根第2地割104-19）
- 船越（ふなこし）駐在所（下閉伊郡山田町船越第6地割32-147）

## 警備船
宮古港内に、警備船『第二さんりく』が配備されている。
『第二さんりく』諸元 （平成27年1月6日配備就航）

船体部

全長････････････････････････････ 18.5ｍ

登録長････････････････････････････ 18.0ｍ

全幅････････････････････････････ 4.2ｍ

深さ････････････････････････････ 2ｍ

総トン数････････････････････････････ 19ｔ

搭載人員････････････････････････････ 16人

機関部

主機関 MTU 8V2000M84型 ディーゼル機関

## 未解決事件
- 岩手17歳女性殺害事件